# Южный Парк (6-й сезон)
Шестой сезон американского анимационного телесериала «Южный Парк» впервые транслировался в США на телеканале Comedy Central с 6 марта по 11 декабря 2002 года.

## Актёрский состав
- Трей Паркер — Стэн Марш / Эрик Картман / Рэнди Марш / мистер Гаррисон / Клайд Донован / мистер Хэнки / мистер Маки / Стивен Стотч / Джимми Волмер / Тимми Барч / Филлип / Кенни Маккормик
- Мэтт Стоун — Кайл Брофловски / Баттерс Стотч / Джеральд Брофловски / Стюарт Маккормик / Крэйг Такер / Джимбо Керн / Терренс / Иисус
- Элиза Шнайдер — Лиэн Картман / Шелли Марш / Шерон Марш / мэр Мэкдэниэлс / миссис Маккормик / Венди Тестабургер / директриса Виктория / мисс Крабтри
- Мона Маршалл — Шейла Брофловски / Линда Стотч
- Айзек Хейз — Шеф

## Эпизоды
| № общий | № в сезоне | Название                                                                                               | Режиссёр                | Автор сценария | Дата премьеры   | Произв. код |
| --- | ---------- | --- | ----------------------- | -------------- | --------------- | ----------- |
| 80 | 1          | «Джаред и его помощники» «Jared Has Aides»                                                             | Трей Паркер             | Трей Паркер    | 6 марта 2002    | 602         |
| Город озабочен проблемой сброса веса после речи Джареда Фогла. Друзья решают заработать, заставив Баттерса потолстеть, чтобы он смог сбросить вес, как Джаред.                                           |            | |                         |                |                 |             |
| 81 | 2          | «Асспен» «Asspen»                                                                                      | Трей Паркер             | Трей Паркер    | 13 марта 2002   | 603         |
| Друзья с родителями проводят отпуск в Аспене. Стэна вызывают на состязания по слалому, а родителей не отпускают с рекламного семинара.                                                                   |            | |                         |                |                 |             |
| 82 | 3          | «Забастовка уродов» «Freak Strike»                                                                     | Трей Паркер             | Трей Паркер    | 20 марта 2002   | 601         |
| Друзья отправляют Баттерса на шоу уродов. Тот получает приз, но не делится с ними, и теперь выиграть приз старается Картман.                                                                             |            | |                         |                |                 |             |
| 83 | 4          | «Спасём телятину» «Fun with Veal»                                                                      | Трей Паркер             | Трей Паркер    | 27 марта 2002   | 605         |
| Друзья видят на ферме маленьких телят, понимают, что после этого зрелища они не смогут есть телятину, и решают спасти их от смерти.                                                                      |            | |                         |                |                 |             |
| 84 | 5          | «Ждём новый фильм Терренса и Филлипа» «The New Terrance and Phillip Movie Trailer»                     | Трей Паркер             | Трей Паркер    | 3 апреля 2002   | 604         |
| Друзья вынуждены смотреть идиотское телешоу с Расселом Кроу, чтобы не пропустить анонс нового фильма с Терренсом и Филлипом.                                                                             |            | |                         |                |                 |             |
| 85 | 6          | «Профессор Хаос» «Professor Chaos»                                                                     | Трей Паркер             | Трей Паркер    | 10 апреля 2002  | 606         |
| Друзья «увольняют» Баттерса, после чего он решает стать суперзлодеем и уничтожить мир. Друзья ищут ему замену и организуют конкурс.                                                                      |            | |                         |                |                 |             |
| 86 | 7          | «Это уже было в „Симпсонах“» «Simpsons Already Did It»                                                 | Трей Паркер             | Трей Паркер    | 26 июня 2002    | 607         |
| Баттерс строит злобные планы, но оказывается, что все они уже описаны в «Симпсонах». Картман загорается идеей завести у себя дома морской народец.                                                       |            | |                         |                |                 |             |
| 87 | 8          | «Пылкая католическая любовь» «Red Hot Catholic Love»                                                   | Трей Паркер             | Трей Паркер    | 3 июля 2002     | 608         |
| Отец Макси отправляется в Ватикан, чтобы обсудить проблему растления несовершеннолетних католическими священниками. Взрослые жители Южного Парка становятся атеистами. Картман учится испражняться ртом. |            | |                         |                |                 |             |
| 88 | 9          | «Даёшь шляпу» «Free Hat»                                                                               | Тони Найнс              | Трей Паркер    | 10 июля 2002    | 609         |
| Дети основывают клуб по спасению старых фильмов от переделывания. Взрослые ошибочно думают, будто клуб будет бороться за освобождение Шляпы, серийного убийцы младенцев.                                 |            | |                         |                |                 |             |
| 89 | 10         | «А сиськи всё испортили» «Bebe’s Boobs Destroy Society»                                                | Трей Паркер             | Трей Паркер    | 17 июля 2002    | 610         |
| У Биби растёт грудь, и она становится лучшей подругой всех мальчиков класса. Вскоре она сама становится этому не рада.                                                                                   |            | |                         |                |                 |             |
| 90 | 11         | «Похищение детей — это не смешно» «Child Abduction Is Not Funny»                                       | Трей Паркер             | Трей Паркер    | 24 июля 2002    | 611         |
| Новости говорят о новых случаях похищения детей. Родители нанимают китайца из ресторана, чтобы он построил защитную стену вокруг города.                                                                 |            | |                         |                |                 |             |
| 91 | 12         | «Лестница в небо» «A Ladder to Heaven»                                                                 | Трей Паркер             | Трей Паркер    | 6 ноября 2002   | 612         |
| Друзья хотят добраться к Кенни — у него их лотерейный билет. Для этого они строят лестницу в рай. Картман случайно выпивает прах Кенни, перепутав его с какао, и теперь одержим его духом.               |            | |                         |                |                 |             |
| 92 | 13         | «Возвращение братства кольца в две башни» «The Return of the Fellowship of the Ring to the Two Towers» | Трей Паркер             | Трей Паркер    | 13 ноября 2002  | 613         |
| Друзья, увлечённые «Властелином колец», должны вернуть видеокассету с порнографией в прокат до того, как у них её отберут шестиклассники.                                                                |            | |                         |                |                 |             |
| 93 | 14         | «Концлагерь терпимости» «The Death Camp of Tolerance»                                                  | Трей Паркер             | Трей Паркер    | 20 ноября 2002  | 614         |
| Мистер Гаррисон пытается спровоцировать своё увольнение, чтобы подать на школу в суд за дискриминацию. Теперь у него новый помощник — мистер Мазохист.                                                   |            | |                         |                |                 |             |
| 94 | 15         | «Самый большой говнюк во Вселенной» «The Biggest Douche in the Universe»                               | Трей Паркер             | Трей Паркер    | 27 ноября 2002  | 615         |
| Картман заболевает, и Шеф везёт его к своим родителям в Шотландию, чтобы изгнать дух Кенни. Стэн пытается бороться с Джоном Эдвардом как с мошенником.                                                   |            | |                         |                |                 |             |
| 95 | 16         | «Я и моё будущее» «My Future Self ‘n’ Me»                                                              | Трей Паркер и Эрик Стоф | Трей Паркер    | 4 декабря 2002  | 616         |
| Стэн встречается с самим собой из будущего, но постепенно понимает, что дело нечисто. Картман открывает контору для детей, желающих отомстить родителям.                                                 |            | |                         |                |                 |             |
| 96 | 17         | «Убить Санта-Клауса» «Red Sleigh Down»                                                                 | Трей Паркер             | Трей Паркер    | 11 декабря 2002 | 617         |
| Картман старается принести Рождество в разрушенный Ирак, чтобы попасть в список хороших детей и получить подарок. В финале эпизода возвращается Кенни.                                                   |            | |                         |                |                 |             |